# Gauromydas heros
Gauromydas heros is een vliegensoort uit de familie Mydidae. De wetenschappelijke naam van de soort is, geplaatst in het geslacht Mydas, voor het eerst geldig gepubliceerd in 1833 door Perty.
Deze vlieg kan 6 cm lang worden en een spanwijdte bereiken van 10 centimeter. Het is daarmee naar verluidt de grootste beschreven tweevleugelige.
De soort komt voor in Bolivia en Brazilië.